# Thiosemicarbazide
Le thiosemicarbazide, ou 1-amino-2-thiourée, est un composé organique de formule chimique H2N–NH–CSNH2. C'est un composé chimique cristallisé, de couleur blanche et inodore, très facilement soluble dans l'eau et l'éthanol, voisin du semicarbazide.
Il est employé comme précurseur pour la synthèse de nombreux produits, tels les fongicides et comme médicaments antibactériens et antiviraux. Il sert notamment à synthétiser une grande variété d'hétérocycles, comme les 1,2,4 triazoles.
On l'emploie aussi comme réactif pour les cétones, le travail des métaux (traitements de surface), ainsi qu'en photographie.
Si le thiosemicarbazide est chauffé au-delà de son point de fusion, sa décomposition génère des vapeurs toxiques d'oxydes d'azote et de sulfoxydes.
Quand il est absorbé, il décroît l'effet de la morphine, de l'hydrocodone et des analogues de l'enképhaline.
On obtient le thiosemicarbazide en faisant réagir du thiocyanate de potassium (KNCS) avec du chlorhydrate d'hydrazine ClH2N–NH2Cl.
Sa demi-vie est de 5 heures dans l'air, il est très mobile dans les sols (son Koc est de 5). La bioconcentration aquatique est estimée faible (log Koc de -1,67).